# Kanaal Nieuwpoort-Duinkerke
Het kanaal Nieuwpoort-Duinkerke of de Veurnevaart is een kanaal dat een verbinding vormt tussen de Belgische kuststad Nieuwpoort en de Franse havenstad Duinkerke. Het kanaal Nieuwpoort-Duinkerke vormt een verlengde van het kanaal Plassendale-Nieuwpoort, en loopt vrijwel parallel verder aan de kustlijn, op twee tot vier kilometer van de zee.

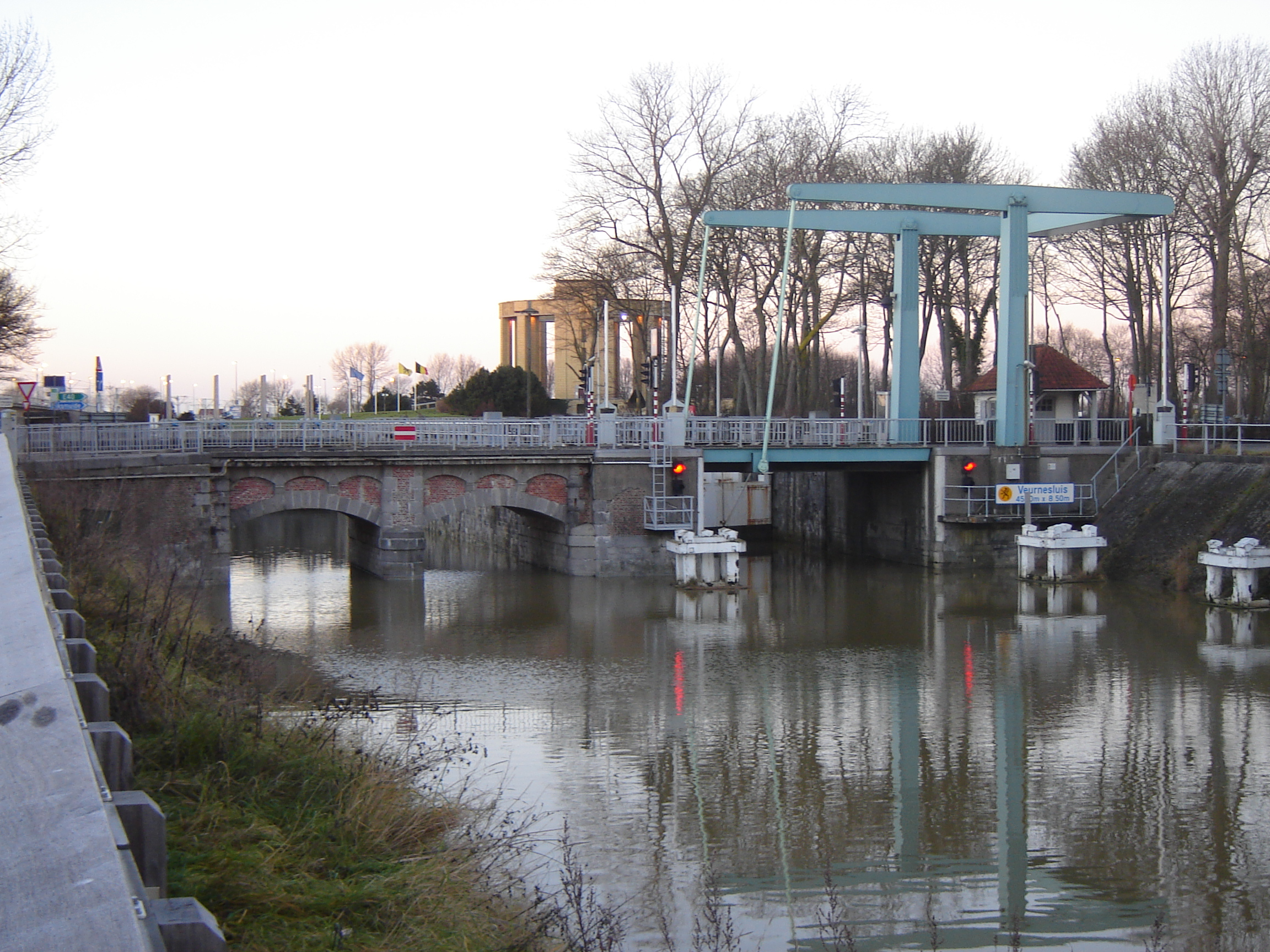
Begin aan de Veurnesluis in Nieuwpoort

## Geschiedenis
Het kanaal Plassendale-Nieuwpoort-Veurne-Duinkerke werd omstreeks 1630 aangelegd; het sluit aan bij de in dezelfde tijd aangelegde kanalen Gent-Brugge (1613) en Brugge-Oostende (1618).

## Traject
Het kanaal begint in Nieuwpoort aan het Veurnesas of Veurnesluis, een onderdeel van de zogenaamde Ganzepoot aan de IJzer, waar het verbinding maakt met de IJzer, de Noordzee en het Kanaal Plassendale-Nieuwpoort.
Het kanaal loopt van Nieuwpoort oostwaarts, voorbij de Koksijdse deelgemeente Wulpen. Daarna buigt het kanaal even af naar het binnenland, naar de stad Veurne, waar het aansluit op de Lovaart. Het kanaal loopt om Veurne, en buigt daarna weer dichter naar de kustlijn toe, langs Adinkerke. Na bijna 19 kilometer op Belgisch grondgebied stroomt het kanaal verder in Frankrijk, langs Bray-Dunes en Zuidkote. In Duinkerke is er opnieuw verbinding met de Noordzee en eindigt het kanaal in aansluitingen met de kanalen Broekburgvaart en Havendijk.

## Jaagpad
Het grotendeels autovrije jaagpad langs de noordelijke oever tussen Veurne en Nieuwpoort is deel van fietssnelweg F39.